# Claire Bouilhac
Claire Bouilhac est une dessinatrice de bande dessinée, travaillant notamment pour le journal de Spirou et Fluide glacial. Elle dessine principalement les séries Maude Mutante, Francis Blaireau Farceur et Melody Bondage.

## Biographie
À partir de 1994, elle s'associe avec le scénariste Jake Raynal pour la série Francis Blaireau Farceur, qui connaît sept volumes et un hors-série. En 2016, adaptant la série Francis, la compagnie Victor B. organise le spectacle Francis sauve le monde au Théâtre de Namur, reprenant 30 des 240 petites histoires.
L'artiste collabore avec Catel à plusieurs reprises ; toutes deux se sont rencontrées en marge du festival d'Angoulême et se trouvent des affinités, notamment en matière de féminisme. Elles collaborent sur la série Top Linotte et pour deux biographies : Rose Valland, capitaine Beaux-Arts (2009) et une autre sur Mylène Demongeot, Adieu Kharkov, publiée en 2015 et dont Pierre Richard signe la préface. Les deux auteurs entament leur travail avec Les lilas de Kharkov mais, après de longs entretiens avec l'actrice, elles retracent sa vie ainsi que celle de sa mère Claudia. La réalisation de l'album a pris trois ans, à partir de photos d'époque. Dans le sillage de cette œuvre, une exposition sur ce roman graphique se tient à Château-Gontier.
Elle collabore avec Catel Muller pour livrer en 2019 une adaptation en bande dessinée de La Princesse de Clèves,.

## Œuvres

### Séries
Francis Blaireau Farceur
- n°1 Francis blaireau farceur, Cornélius coll. « Delphine »,  (ISBN 2-909990-06-0), 1994
Scénario : Jake Raynal - Dessin : Claire Bouilhac - Couleurs : N&B
- n°2 Francis veut mourir, Cornélius coll. « Delphine »,  (ISBN 2-909990-10-9), 1996
Scénario : Jake Raynal - Dessin : Claire Bouilhac - Couleurs : N&B
- n°3 Francis cherche l'amour, Cornélius coll. « Delphine »,  (ISBN 2-909990-39-7), 1997
Scénario : Jake Raynal - Dessin : Claire Bouilhac - Couleurs : N&B
- n°4 Francis sauve le monde, Cornélius coll. « Delphine »,  (ISBN 2-915492-04-2), 2005
Scénario : Jake Raynal - Dessin : Claire Bouilhac - Couleurs : N&B
- n°5 Francis rate sa vie, Cornélius coll. « Delphine »,  (ISBN 978-2-915492-68-2), 2009
Scénario : Jake Raynal - Dessin : Claire Bouilhac - Couleurs : N&B
- n°6 Francis est malade, 2013, Cornélius coll. « Delphine », N&B
Scénario : scénariste - Dessin : Jake Raynal - Couleurs : Claire Bouilhac -  (ISBN 978-2-360-81065-9)
- n°7 Francis est papa, Cornélius coll. « Delphine »,  (ISBN 978-2-360-81134-2), 2017
Scénario : Jake Raynal - Dessin : Claire Bouilhac - Couleurs : N&B
- HS Francis, Cornélius coll. « Delphine »,  (ISBN 978-2-360-81069-7), 2013
Scénario : Jake Raynal - Dessin : Claire Bouilhac - Couleurs : N&B

Top Linotte
- n°2 Trop Pimpon, Dupuis,  (ISBN 978-2-8001-4963-9), 2012
Scénario : Catel et Claire Bouilhac - Dessin : Catel - Couleurs : Nathalie Plee
- n°3 Trop classe, Dupuis,  (ISBN 978-2-8001-5991-1), 2013
Scénario et dessin : Catel et Claire Bouilhac - Couleurs : Claire Bouilhac et Nathalie Plee

### One shots
- Melody Bondage : My name is bondage, Audie,  (ISBN 2-85815-377-9), 2003
Scénario : Jake Raynal - Dessin et couleurs : Claire Bouilhac[10]
- Rose Valland, capitaine Beaux-Arts, Dupuis,  (ISBN 978-2-8001-4552-5), 2009
Scénario : Claire Bouilhac et Emmanuelle Polack - Dessin : Catel - Couleurs : Claire Champeval[4]
- Adieu Kharkov, Dupuis Coll. Aire Libre,  (ISBN 978-2-8001-5375-9), 2015
Scénario : Mylène Demongeot et Claire Bouilhac - Dessin : Catel et Claire Bouilhac - Couleurs : Claire Bouilhac, Marie-Anne Didierjean et Meephe Versaevel[5]
- Claire Bouilhac et Catel Muller, La Princesse de Clèves, Dargaud, mars 2019 (ISBN 9782205075953)[8],[9]
- Claire Bouilhac et Catel Muller, Indiana, Dargaud, mars 2023 (ISBN 9782205085396) (d'après Indiana, roman de George Sand.

### Collectifs
- Cornélius ou l'art de la mouscaille et du pinaillage, Cornélius, coll. Gilbet, 2007  (ISBN 978-2-915492-38-5)
- En chemin elle rencontre... 2. Les artistes se mobilisent pour le respect des droits des femmes, Des ronds dans l'O / Amnesty International, 2011  (ISBN 978-2-917237-15-1)[11]
- Hommage à Bécassine, Gautier-Languereau, 2016  (ISBN 978-2-01-460171-8)
- Raymond Devos, Jungle ! / Plon, 2017  (ISBN 978-2-8222-2165-8)